# Gerichtsamt Königswartha
Das Gerichtsamt Königswartha war in den Jahren zwischen 1856 und 1875 die unterste Verwaltungseinheit und Eingangsgericht. Es hatte seinen Amtssitz in der Stadt Königswartha.

## Geschichte
Nach dem Tod des sächsischen Königs Friedrich August II. wurde unter der Regierung von dessen Nachfolger  König Johann nach dem Vorbild anderer Staaten des Deutschen Bundes die Abschaffung der Patrimonialgesetzgebung verordnet. An die Stelle der bisher im Königreich Sachsen in Stadt und Land vorhandenen Gerichte der untersten Instanz traten die zentral gelegenen Bezirksgerichte und Gerichtsämter in nahezu allen größeren Städten. Die Details der Verwaltungsreform regelten das sächsische Gerichtsverfassungsgesetz vom 11. August 1855 und die Verordnung über die Bildung der Gerichtsbezirke vom 2. September 1856.
Stichtag für das Inkrafttreten der neuen Behördenstruktur im Königreich Sachsen war der 1. Oktober 1856. Das neu gebildete Gerichtsamt Königswartha unterstand dem Bezirksgericht Budissin. Sein Gerichtsbezirk umfasste Königswartha mit Entenschänke, Bocka bei Luppa, Caminau, Caßlau, Commerau bei Königswartha, Crosta, Doberschütz bei Neschwitz, Droben, Eutrich, Großbrösern, Guhra mit Neuguhra, Holscha, Holschdubrau, Jeßnitz mit Neujeßnitz, Johnsdorf, Kleinbrösern, Krinitz, Lauske mit Neulauske, Lippitsch, Lissahora, Loga, Lomske bei Milkel, Lomske bei Neschwitz, Luga mit Posthorn, Luppa, Luppedubrau, Milkel, Milkwitz, Neschwitz, Neudorf bei Königswartha, Neudorf bei Neschwitz, Neupuschwitz, Niesendorf, Oppitz mit Neuoppitz, Pannewitz bei Weidlitz, Puschwitz, Quoos, Saritsch, Teicha, Truppen, Uebigau, Weidlitz, Wessel, Wetro und  Zescha.
Zum 1. März 1875 wurde das Gerichtsamt Königswartha aufgelöst und sein ganzer Sprengel dem des Gerichtsamtes Budissin zugeordnet.

## Gerichtsgebäude

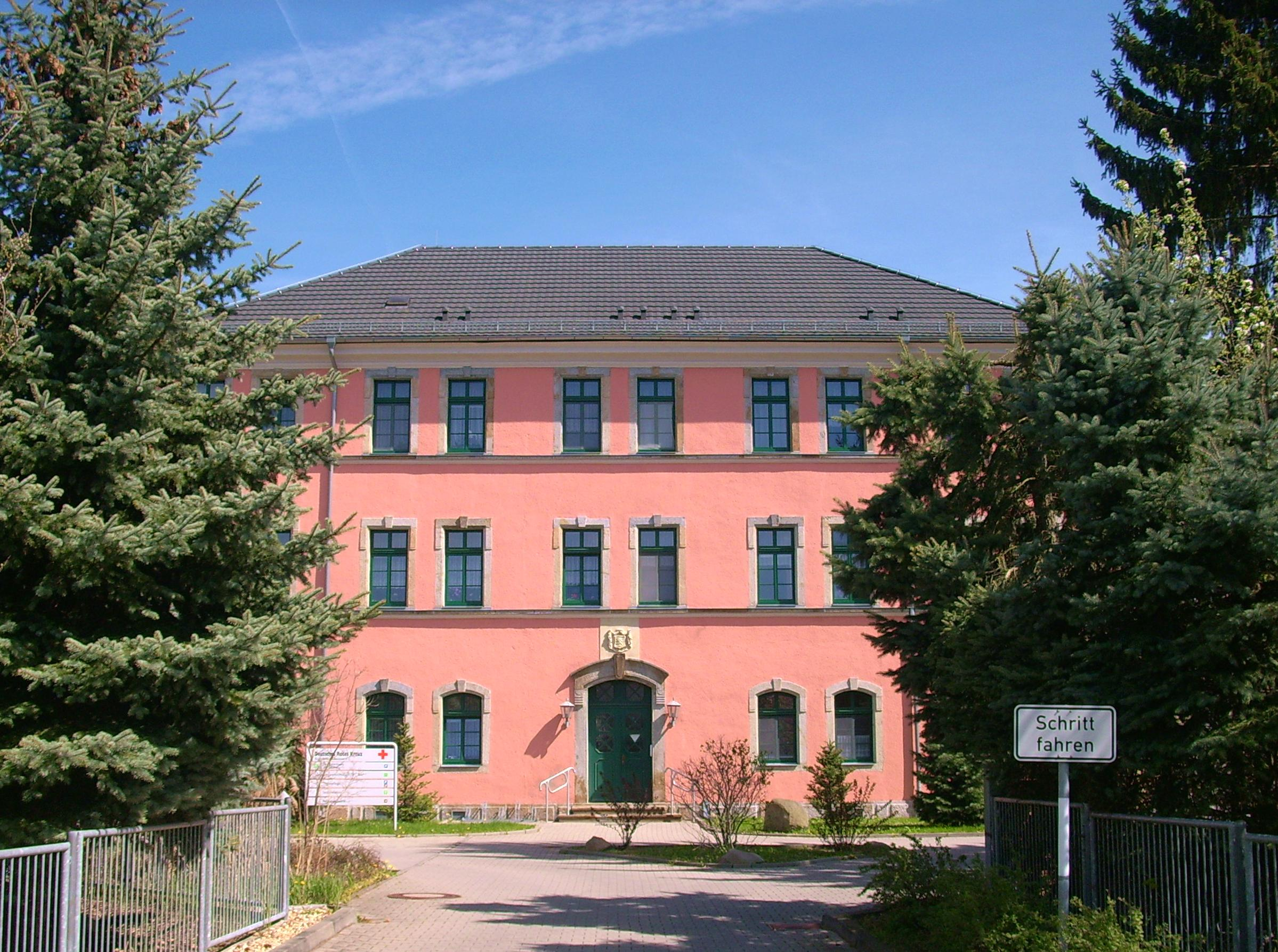
Gerichtsgebäude

1855/1856 wurde für das Gerichtsamt ein Gerichtsgebäude (Hauptstraße 16, 16a) erbaut. Das dreigeschossiges Gebäude mit Gurtgesims ist geschichtlich von Bedeutung und steht daher unter Denkmalschutz.